# Barletta Calcio Sport 1993-1994
Questa voce raccoglie le informazioni riguardanti il Barletta Calcio Sport nelle competizioni ufficiali della stagione 1993-1994.

## Stagione
Il Barletta Calcio Sport affronta la Serie C1 e riesce a ottenere la salvezza a fine stagione.

## Divise e sponsor
La maglia è bianco-rossa, i calzoncini sono bianchi o rossi e i calzettoni bianchi o rossi.

## Organigramma societario
Area direttiva
- Amministratore unico: Luigi Del Negro
- Presidente: Onofrio Perina

Area organizzativa
- Segretario generale: Piero Doronzo
- Segretaria: Elisa Losciale

Area tecnica
- Allenatore: Alberto Mari, poi Mario Russo
- Preparatore atletico: Michelangelo Cassatella

Area sanitaria
- Medico sociale: Vito Lattanzio
- Massaggiatore: Sebastiano Lavecchia

## Rosa
| N. |                   | Ruolo | Calciatore           |
| -- | ----------------- | ----- | -------------------- |
|    | Italia (bandiera) | P     | Roberto Di Gennaro   |
|    | Italia (bandiera) | P     | Ettore Gandini       |
|    | Italia (bandiera) | D     | Massimo Carli        |
|    | Italia (bandiera) | D     | Luca Cerqueti        |
|    | Italia (bandiera) | D     | Francesco Di Spirito |
|    | Italia (bandiera) | D     | Onofrio Fino         |
|    | Italia (bandiera) | D     | Gianfranco Germoni   |
|    | Italia (bandiera) | D     | Ivano Giordano       |
|    | Italia (bandiera) | D     | Luigi Martinelli     |
|    | Italia (bandiera) | D     | Marco Monza          |
|    | Italia (bandiera) | D     | Carlo Sassarini      |

| N. |                   | Ruolo | Calciatore          |
| -- | ----------------- | ----- | ------------------- |
|    | Italia (bandiera) | D     | Paolo Scotti        |
|    | Italia (bandiera) | D     | Luca Sommella       |
|    | Italia (bandiera) | C     | Tiberio Baroni      |
|    | Italia (bandiera) | C     | Carlo Cotroneo      |
|    | Italia (bandiera) | C     | Ulisse Di Pietro    |
|    | Italia (bandiera) | C     | Vincenzo Lanotte    |
|    | Italia (bandiera) | A     | Antonio Arcadio     |
|    | Italia (bandiera) | A     | Gianfranco Cinello  |
|    | Italia (bandiera) | A     | Andrea Deflorio     |
|    | Italia (bandiera) | A     | Marcello Sansonetti |
|    | Italia (bandiera) | A     | Stefano Sgherri     |

## Risultati

### Serie C1 Girone B

#### Girone di andata
| San Benedetto del Tronto 12 settembre 1993, ore 16:00 CEST 1ª giornata | Sambenedettese   | 2 – 1 | Barletta | Stadio Riviera delle Palme\| Arbitro: \| Bancale (Latina) \| |
| Arbitro:                                                               | Bancale (Latina) |       |          |                                                              |

| Barletta 19 settembre 1993, ore 16:00 CEST 2ª giornata | Barletta | 2 – 2 | Nola | Stadio Comunale\| Arbitro: \| Branzoni \| |
| Arbitro:                                               | Branzoni |       |      |                                           |

| Roma 25 settembre 1993 3ª giornata | Lodigiani | 0 – 0 | Barletta | Stadio Flaminio |

| Barletta 3 ottobre 1993, ore 15:00 CET 4ª giornata | Barletta                       | 1 – 1 | Potenza | Stadio Comunale\| Arbitro: \| Bizzotto (Castelfranco Veneto) \| |
| Arbitro:                                           | Bizzotto (Castelfranco Veneto) |       |         |                                                                 |

| Arbitro: | Messina (Bergamo) |

|                  |           |            |
| Di Spirito 90+1’ | Marcatori | 84’ Giunti |

| Avellino 17 ottobre 1993, ore 15:00 CET 6ª giornata | Avellino           | 0 – 0 | Barletta | Stadio Partenio\| Arbitro: \| Dagnello (Trieste) \| |
| Arbitro:                                            | Dagnello (Trieste) |       |          |                                                     |

| Arbitro: | Ruggiero (Nocera Inferiore) |

|             |           |  |
| Lanotte 20’ | Marcatori |  |

| Castellammare di Stabia 31 ottobre 1993, ore 14:30 CET 8ª giornata | Juve Stabia        | 3 – 1 | Barletta | Stadio Romeo Menti\| Arbitro: \| Ercolino (Cassino) \| |
| Arbitro:                                                           | Ercolino (Cassino) |       |          |                                                        |

| Chieti 7 novembre 1993, ore 14:30 CET 9ª giornata | Chieti                | 1 – 1 | Barletta | Stadio Guido Angelini\| Arbitro: \| Pellegatta (Collegno) \| |
| Arbitro:                                          | Pellegatta (Collegno) |       |          |                                                              |

| Barletta 14 novembre 1993, ore 14:30 CET 10ª giornata | Barletta           | 0 – 0 | Virtus Casarano | Stadio Comunale\| Arbitro: \| De Santis (Roma 1) \| |
| Arbitro:                                              | De Santis (Roma 1) |       |                 |                                                     |

| Siena 21 novembre 1993, ore 14:30 CET 11ª giornata | Siena           | 0 – 0 | Barletta | Stadio Artemio Franchi\| Arbitro: \| Sputore (Vasto) \| |
| Arbitro:                                           | Sputore (Vasto) |       |          |                                                         |

| Arbitro: | Ciambotti (Empoli) |

|  |           |             |
|  | Marcatori | 90+2’ Tosto |

| Lentini 5 dicembre 1993, ore 14:30 CET 13ª giornata | Leonzio             | 0 – 1 | Barletta | Stadio Angelino Nobile\| Arbitro: \| Pisacreta (Salerno) \| |
| Arbitro:                                            | Pisacreta (Salerno) |       |          |                                                             |

| Barletta 12 dicembre 1993, ore 14:30 CET 14ª giornata | Barletta        | 1 – 1 | Giarre | Stadio Comunale\| Arbitro: \| Sorte (Bergamo) \| |
| Arbitro:                                              | Sorte (Bergamo) |       |        |                                                  |

| Reggio Calabria 19 dicembre 1993, ore 14:30 CET 15ª giornata | Reggina          | 1 – 0 | Barletta | Stadio Comunale\| Arbitro: \| Rossi (Ciampino) \| |
| Arbitro:                                                     | Rossi (Ciampino) |       |          |                                                   |

| Barletta 24 dicembre 1993, ore 14:30 CET 16ª giornata | Barletta  | 0 – 0 | Ischia Isolaverde | Stadio Comunale\| Arbitro: \| Calabrese \| |
| Arbitro:                                              | Calabrese |       |                   |                                            |

| Matera 16 gennaio 1994, ore 14:30 CET 17ª giornata | Matera          | 0 – 0 | Barletta | Stadio XXI Settembre\| Arbitro: \| Fausti (Milano) \| |
| Arbitro:                                           | Fausti (Milano) |       |          |                                                       |

#### Girone di ritorno
| Barletta 23 gennaio 1994, ore 14:30 CET 18ª giornata | Barletta                   | 1 – 1 | Sambenedettese | Stadio Comunale\| Arbitro: \| Cardella (Torre del Greco) \| |
| Arbitro:                                             | Cardella (Torre del Greco) |       |                |                                                             |

| Nola 30 gennaio 1994, ore 14:30 CET 19ª giornata | Nola               | 0 – 0 | Barletta | Stadio Comunale di Piazza d'Armi\| Arbitro: \| Baglioni (Firenze) \| |
| Arbitro:                                         | Baglioni (Firenze) |       |          |                                                                      |

| Barletta 6 febbraio 1994, ore 14:30 CET 20ª giornata | Barletta       | 0 – 1 | Lodigiani | Stadio Comunale\| Arbitro: \| Calvi (Milano) \| |
| Arbitro:                                             | Calvi (Milano) |       |           |                                                 |

| Potenza 13 febbraio 1994, ore 15:00 CET 21ª giornata | Invicta Potenza  | 1 – 1 | Barletta | Stadio Alfredo Viviani\| Arbitro: \| Nucini (Bergamo) \| |
| Arbitro:                                             | Nucini (Bergamo) |       |          |                                                          |

| Arbitro: | Misticoni (Ascoli Piceno) |

|            |           |  |
| Giunti 87’ | Marcatori |  |

| Barletta 6 marzo 1994, ore 15:00 CET 23ª giornata | Barletta          | 4 – 2 | Avellino | Stadio Comunale\| Arbitro: \| Acronzio (Teramo) \| |
| Arbitro:                                          | Acronzio (Teramo) |       |          |                                                    |

| Siracusa 13 marzo 1994, ore 15:00 CET 24ª giornata | Siracusa                       | 0 – 0 | Barletta | Stadio Nicola De Simone\| Arbitro: \| Bizzotto (Castelfranco Veneto) \| |
| Arbitro:                                           | Bizzotto (Castelfranco Veneto) |       |          |                                                                         |

| Barletta 20 marzo 1994, ore 15:00 CET 25ª giornata | Barletta         | 2 – 2 | Juventus Stabia | Stadio Comunale\| Arbitro: \| Branzoni (Pavia) \| |
| Arbitro:                                           | Branzoni (Pavia) |       |                 |                                                   |

| Barletta 27 marzo 1994, ore 16:00 CEST 26ª giornata | Barletta          | 3 – 1 | Chieti | Stadio Comunale\| Arbitro: \| Piretti (Ravenna) \| |
| Arbitro:                                            | Piretti (Ravenna) |       |        |                                                    |

| Casarano 10 aprile 1994, ore 16:00 CEST 27ª giornata | Virtus Casarano    | 1 – 1 | Barletta | Stadio Giuseppe Capozza\| Arbitro: \| Gregori (Piacenza) \| |
| Arbitro:                                             | Gregori (Piacenza) |       |          |                                                             |

| Barletta 17 aprile 1994, ore 16:00 CEST 28ª giornata | Barletta        | 2 – 1 | Siena | Stadio Comunale\| Arbitro: \| Gronda (Genova) \| |
| Arbitro:                                             | Gronda (Genova) |       |       |                                                  |

| Arbitro: | Apricena (Firenze) |

|                                       |           |                |
| Pisano 34’ Ricchetti 55’ Grimaudo 90’ | Marcatori | 75’ Sansonetti |

| Barletta 1º maggio 1994, ore 16:00 CEST 30ª giornata | Barletta                        | 4 – 1 | Leonzio | Stadio Comunale\| Arbitro: \| Vendramin (Castelfranco Veneto) \| |
| Arbitro:                                             | Vendramin (Castelfranco Veneto) |       |         |                                                                  |

| Giarre 8 maggio 1994, ore 16:00 CEST 31ª giornata | Giarre | 0 – 0 | Barletta | Stadio Regionale |

| Barletta 15 maggio 1994, ore 16:00 CEST 32ª giornata | Barletta | 0 – 0 | Reggina | Stadio Comunale |

| Arbitro: | Bizzotto (Castelfranco Veneto) |

|                                     |           |  |
| De Siato 25’ Rogazzo 28’ Gonano 86’ | Marcatori |  |

| Barletta 29 maggio 1994, ore 16:30 CEST 34ª giornata | Barletta         | 2 – 1 | Matera | Stadio Comunale\| Arbitro: \| Nucini (Bergamo) \| |
| Arbitro:                                             | Nucini (Bergamo) |       |        |                                                   |

### Coppa Italia Serie C

#### Fase eliminatoria a gironi

##### Girone P
| Barletta 1993 | Barletta | 1 – 0 | Trani | Stadio Comunale |

| Barletta 1993 | Barletta | 2 – 1 | Molfetta | Stadio Comunale |

| Bisceglie 1993 | Bisceglie | 0 – 1 | Barletta | Stadio Gustavo Ventura |

| Monopoli 1993 | Monopoli | 5 – 2 | Barletta | Stadio Vito Simone Veneziani |

##### Fase a eliminazione diretta
| Barletta 10 novembre 1993 Sedicesimi di finale - Andata | Barletta | 0 – 0 | Sora | Stadio Comunale |

| Sora 8 dicembre 1993 Sedicesimi di finale - Ritorno | Sora | 2 – 0 | Barletta | Stadio Claudio Tomei |

## Statistiche

### Statistiche di squadra
| Competizione         | Punti | In casa | In casa | In casa | In casa | In casa | In casa | In trasferta | In trasferta | In trasferta | In trasferta | In trasferta | In trasferta | Totale | Totale | Totale | Totale | Totale | Totale | DR |
| Competizione         | Punti | G       | V       | N       | P       | Gf      | Gs      | G            | V            | N            | P            | Gf           | Gs           | G      | V      | N      | P      | Gf     | Gs     | DR |
| -------------------- | ----- | ------- | ------- | ------- | ------- | ------- | ------- | ------------ | ------------ | ------------ | ------------ | ------------ | ------------ | ------ | ------ | ------ | ------ | ------ | ------ | -- |
| Serie C1             | 40    | 17      | 6       | 9       | 2       | 24      | 16      | 17           | 1            | 10           | 6            | 7            | 16           | 34     | 7      | 19     | 8      | 31     | 32     | -1 |
| Coppa Italia Serie C | -     | 3       | 2       | 1       | 0       | 3       | 1       | 3            | 1            | 0            | 2            | 3            | 7            | 6      | 3      | 1      | 2      | 6      | 8      | -2 |
| Totale               | -     | 20      | 8       | 10      | 2       | 27      | 17      | 20           | 2            | 10           | 8            | 10           | 23           | 40     | 10     | 20     | 10     | 37     | 40     | -3 |

### Statistiche dei giocatori
| Giocatore     | Serie C1 | Serie C1 | Coppa Italia Serie C | Coppa Italia Serie C | Totale   | Totale |
| Giocatore     | Presenze | Reti     | Presenze             | Reti                 | Presenze | Reti   |
| ------------- | -------- | -------- | -------------------- | -------------------- | -------- | ------ |
| A. Arcadio    | 30       | 3        | ?                    | ?                    | 30+      | 3+     |
| T. Baroni     | ?        | ?        | ?                    | ?                    | ?        | ?      |
| M. Carli      | 22       | 2        | ?                    | ?                    | 22+      | 2+     |
| L. Cerqueti   | 28       | 0        | ?                    | ?                    | 28+      | 0+     |
| G. Cinello    | 12       | 0        | ?                    | ?                    | 12+      | 0+     |
| C. Cotroneo   | 31       | 2        | ?                    | ?                    | 31+      | 2+     |
| A. Deflorio   | 22       | 6        | ?                    | ?                    | 22+      | 6+     |
| R. Di Gennaro | 9        | - 10     | ?                    | ?                    | 9+       | 0+     |
| U. Di Pietro  | 28       | 1        | ?                    | ?                    | 28+      | 1+     |
| F. Di Spirito | 29       | 2        | ?                    | ?                    | 29+      | 2+     |
| O. Fino       | ?        | ?        | ?                    | ?                    | ?        | ?      |
| E. Gandini    | 24       | - 19     | ?                    | ?                    | 24+      | 0+     |
| G. Germoni    | 5        | 0        | ?                    | ?                    | 5+       | 0+     |
| I. Giordano   | 20       | 1        | ?                    | ?                    | 20+      | 1+     |
| V. Lanotte    | 26       | 5        | ?                    | ?                    | 26+      | 5+     |
| L. Martinelli | 18       | 1        | ?                    | ?                    | 18+      | 1+     |
| M. Monza      | 16       | 0        | ?                    | ?                    | 16+      | 0+     |
| M. Sansonetti | 10       | 2        | ?                    | ?                    | 10+      | 2+     |
| C. Sassarini  | 11       | 0        | ?                    | ?                    | 11+      | 0+     |
| P. Scotti     | 23       | 1        | ?                    | ?                    | 23+      | 1+     |
| S. Sgherri    | 18       | 1        | ?                    | ?                    | 18+      | 1+     |
| L. Sommella   | 2        | 0        | ?                    | ?                    | 2+       | 0+     |